# Mario Atzinger
Mario Atzinger (1908-1990) est un photographe de nationalité autrichienne, résident français, déporté à Buchenwald. Il fut ami de Jean Vilar et photographe officiel du Festival d'Avignon.

## Biographie
Aîné d'une famille nombreuse, il naquit à Fulpmes, près d'Innsbruck, le 8 mars 1908.

### Jeunesse
Sportif et passionné de montagne, il devint moniteur de ski puis guide de haute-montagne. À la suite d'une grave chute, les pieds gelés, il dut subir une amputation partielle et rester hospitalisé un an.
Fermement opposé au nazisme lors de l'occupation de l'Autriche par les armées d'Hitler, en 1938, il quitte son pays, gagne la Suisse puis la France et s'installe à Paris.

### Séjour à Paris
Le jeune homme, doué pour les langues - il parlait déjà l'allemand et l'italien, langue de sa mère - apprit rapidement le français et l'anglais. Ceci lui permit de rentrer comme guide au musée du Louvre. Alors qu'il était recherché par la police allemande, il tomba nez à nez avec Hermann Göring lors d'une visite dans une galerie de peinture parisienne et eut l'audace de discourir en plaisantant avec lui.

### De la Légion étrangère à Buchenwald
Pour échapper à un ordre de mobilisation de l'armée allemande, il préféra s'engager dans la Légion étrangère et fut affecté à Colomb-Béchar, en Algérie. Rendu à la vie civile, il s'installa à Avignon où il fut dénoncé et arrêté par la Gestapo. Incarcéré à la prison des Baumettes, à Marseille, il fut condamné à mort pour haute trahison. L'attentat contre le Führer, le 20 juillet 1944, le sauva du peloton d'exécution, mais il fut déporté à Buchenwald. Libéré avec les survivants en avril 1945, il s'engagea dans les troupes d'occupation américaines en Allemagne puis revint à Avignon quand il fut démobilisé.

### Photographe du Festival d'Avignon
Passionné de photographie, il ouvrit un studio près du palais des papes. Il rencontra Jean Vilar, en 1947, lors de sa première manifestation dans la cité des papes, « Une semaine d'Art en Avignon ». Une relation amicale durable s'installa entre l'homme de théâtre et le photographe, et celui-ci put, chaque année, fréquenter en toute liberté les coulisses et les plateaux du festival où il prit des milliers de clichés. Cependant, ses clichés ne sont absolument pas connus dans le monde théâtral à la suite du procès qu'Agnès Varda lui a fait. En effet, jalouse et désireuse d'être la seule photographe du festival d'Avignon, elle a tenté par tous les moyens d'empêcher Mario Atzinger de publier ses photos. Pourtant, Atzinger possédait du matériel beaucoup plus sophistiqué. Ayant travaillé dans une usine qui vendait des objectifs Leica, il avait donc des prix sur du matériel en couleur.

### Son livre sur les œuvres de Picasso
Une première exposition de Picasso se tint au palais des papes de mai à octobre 1970 . Elle fut suivie d'une seconde qui se déroula du 23 mai au 23 septembre 1973 et comprenait 201 peintures. En cette occasion fut édité par Rulliére-Libeccio d'Avignon en collaboration avec la Galerie Louise Leiris « Photographies en noir et en couleurs : Mario Atzinger », un ouvrage de 236 pages préfacé par René Char.

### Décès
Il décéda à Avignon le 6 juin 1990.

## Expositions
- 21 mai - 24 août 2008 : Acteurs en scène : regards de photographes, Bibliothèque nationale, Paris[4].